# 奥罗博
奥罗博是巴西伯南布哥州的一个市镇。总面积126.34平方公里，总人口22906人，人口密度181.3人/平方公里。